# Le Ponthou
Le Ponthou foi uma antiga comuna francesa na região administrativa da Bretanha, no departamento Finisterra. Estendia-se por uma área de 1,34 km². Em 2010 a comuna tinha 164 habitantes (densidade: 122,4 hab./km²). Em 1 de janeiro de 2019, passou a formar parte da comuna de Plouigneau.